# عرقايا
عرقايا قرية سورية تابعة لناحية مركز تلدو في الريف الغربي لمحافظة حمص السورية.